# Evelyn Mawuli
Evelyn Mawuli (jap. 馬瓜 エブリン Mawuli Evelyn; ur. 2 czerwca 1995 w Toyohashi) – japońska koszykarka, ghańskiego pochodzenia, występująca na pozycji niskiej skrzydłowej, reprezentantka Japonii, wicemistrzyni olimpijska, dwukrotna mistrzyni Azji, obecnie zawodniczka Toyota Antelopes.
Urodziła się w Japonii, jej rodzice pochodzą z Ghany. W 2014 cała rodzina otrzymała japońskie obywatelstwo. Jej siostra Stephanie jest także koszykarką.

## Osiągnięcia
Stan na 17 listopada 2022, na podstawie, o ile nie zaznaczono inaczej.

### Drużynowe
- Mistrzyni Japonii (2021, 2022)[4][5]
- Finalistka Pucharu Cesarzowej (2019, 2021)[6][4]
- 3. miejsce podczas mistrzostw Japonii (2018)[7]

### Indywidualne
- Zaliczona do I składu ligi japońskiej (2017)
- Uczestniczka meczu gwiazd ligi japońskiej (2016–2020)[8][9][7][6][10]

### Reprezentacja
- Mistrzyni Azji (2017, 2019)[11][12]
- Wicemistrzyni olimpijska (2020)[13][14][15]
- Brązowa medalistka igrzysk azjatyckich (2014)
- Uczestniczka:
  - mistrzostw świata (2018 – 9. miejsce)[16]
  - kwalifikacji olimpijskich (2020)

Młodzieżowe
- Mistrzyni Azji U–16 (2011)[17]
- Wicemistrzyni Azji U–16 (2009)[18]
- Uczestniczka mistrzostw świata U–17 (2012 – 4. miejsce)[19]
- Zaliczona do I składu mistrzostw świata U–17 (2012)[20]